# Macrulus areolaris
Macrulus areolaris är en stekelart som beskrevs av Horstmann 1978. Macrulus areolaris ingår i släktet Macrulus och familjen brokparasitsteklar. Arten är reproducerande i Sverige. Inga underarter finns listade i Catalogue of Life.